# Mondan
Mondan is een bestuurslaag in het regentschap Mandailing Natal van de provincie Noord-Sumatra, Indonesië. Mondan telt 356 inwoners (volkstelling 2010).